# Coronet
Coronet is een zogenaamd script lettertype ontworpen in 1937 door de Amerikaanse letterontwerper Robert Hunter Middleton. Het is ook uitgegeven onder de naam Ribbon 131.
De hoofdletters lijken sierlijker en de kleine letters wat statiger.
Coronet is tegenwoordig vaak aanwezig in de ingebouwde sets lettertypen in laserprinters (formaten PCL of PS).

## Toepassing
- De persoonlijke tekst van Andy Warhol op de cover van "Velvet Underground and Nico" is gezet in Coronet.